# A&P Group
Die Werftengruppe A&P Group mit Reparaturwerften in Hebburn, Middlesbrough und Falmouth ging aus dem traditionsreichen Schiffbauunternehmen Austin & Pickersgill hervor, das früher Werften in Southwick (City of Sunderland), Sunderland am Fluss Wear in North East England betrieb.

## Geschichte
Gegründet wurde das Unternehmen 1954 durch den Zusammenschluss der Werft William Pickersgill in Southwick am Wear, mit der ebenfalls in Sunderland ansässigen Werft S. P. Austin & Sons. Die ehemalige Pickersgill-Werft, Southwick Yard, wurde in den folgenden vier Jahren für etwa drei Millionen Pfund Sterling modernisiert und übernahm danach den Neubau von Schiffen. Der Betrieb Wear Dock Yard von S. P. Austin & Sons wurde nach der Fusion als Reparaturwerft genutzt. Im Jahr 1957 wurde der Mehrheitsanteil an A&P durch ein Konsortium, geführt von der Reederei London and Overseas Freighters in Zusammenarbeit mit dem Reederei- und Schiffsversicherungsunternehmen Lambert Brothers Ltd., sowie der Londoner Handelsbank Phillip Hill, Higginson, erworben, und das Unternehmen 1970 schließlich komplett übernommen. 1961 hatte Austin & Pickersgill etwa 1.200 Beschäftigte und ab 1962 begann man, im Zuge der Umstellung des Schiffbaus auf Sektionsbauweise, Standardentwürfe für Serienschiffe, zunächst für Massengutschiffe, anzubieten.

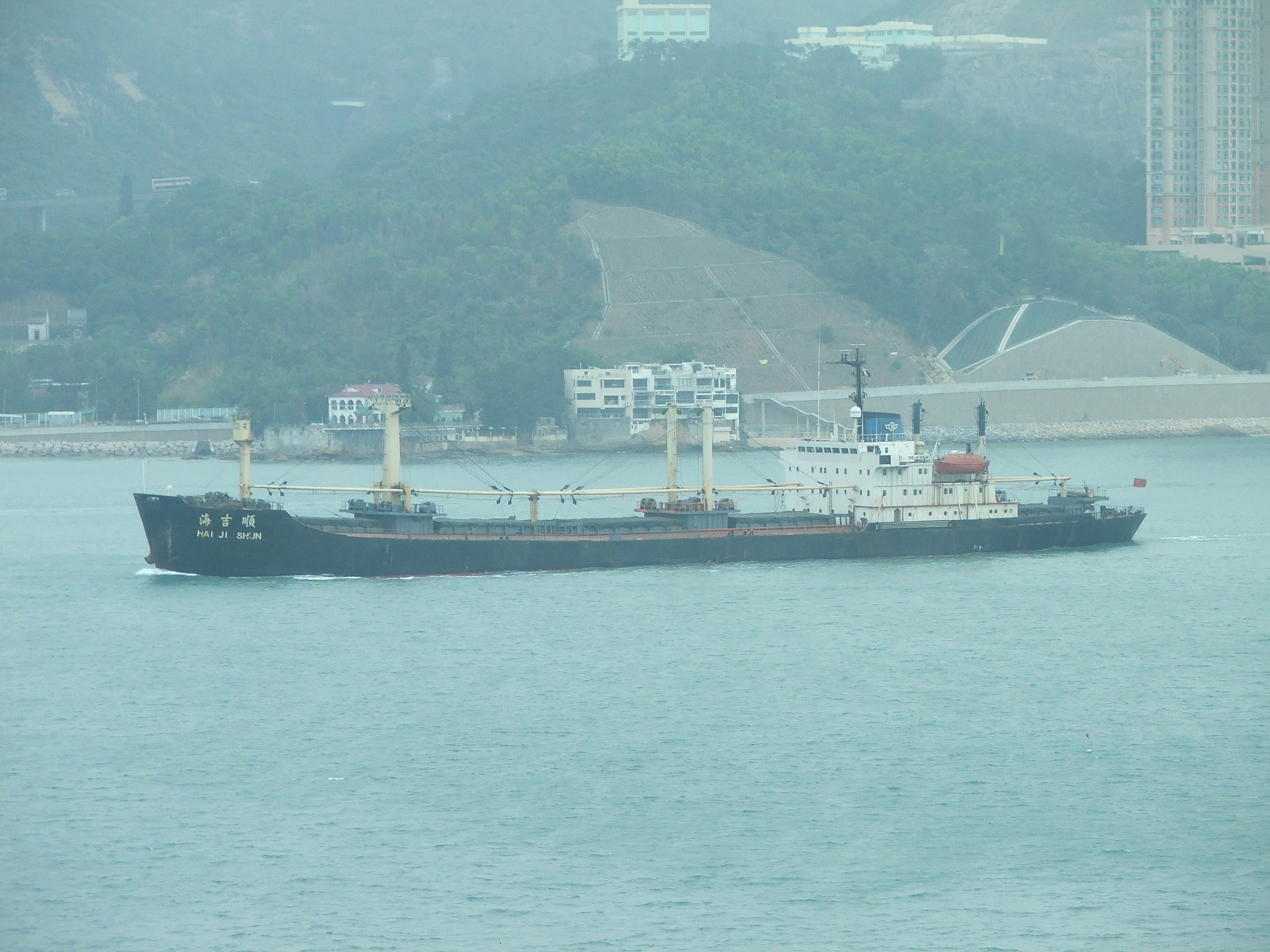
Ein SD-14 Frachter, das bekannteste Produkt von Austin & Pickersgill

Ab Mitte der 1960er Jahre begann man mit der Entwicklung eines Liberty Ersatzschiffstyps. Großen Einfluss hatte in diesem Zusammenhang der griechischstämmige Vorsitzende der Reederei London and Overseas Freighters, B. M. Mavroleon, der gute Kontakte zu griechischen Schifffahrtskreisen pflegte. Das Ergebnis war der bekannte SD14-Schiffstyp, der hier ab 1967 und von anderen Werften unter Lizenz bis 1988 gefertigt wurde. 1968 wurde die ebenfalls am Wear gelegene Werft Bartram & Sons übernommen, nachdem man schon vorher beim SD14-Frachter zusammengearbeitet hatte. Im selben Jahr begann man erneut, die Werft Southwick Yard zu modernisieren.
Am 1. Juli 1977 wurde die A&P-Werftengruppe mit 2900 Beschäftigten in die staatliche British Shipbuilders Corporation eingegliedert. Als nahezu einzige britische Werft dieser Tage konnte sie dank ihres Erfolgsserientyp SD-14 volle Auftragsbücher vorweisen. Daher sank die Belegschaft bis 1980 auch nicht nennenswert. In der ersten Hälfte der 1980er Jahre werden Nachfolgeschiffstypen zum SD-14, wie der SD-18 konstruiert, von dem 1980/81 aber nur drei Einheiten abgesetzt werden können. Im Jahr 1986 erfolgte der Zusammenschluss der Werft und ihren inzwischen nur noch 1800 Mitarbeitern mit der aus der Werft William Doxford & Sons hervorgegangenen Sunderland Shipbuilders und ihren noch etwa verbliebenen 2000 Beschäftigten und die Reprivatisierung unter dem Namen North East Shipbuilders Ltd..

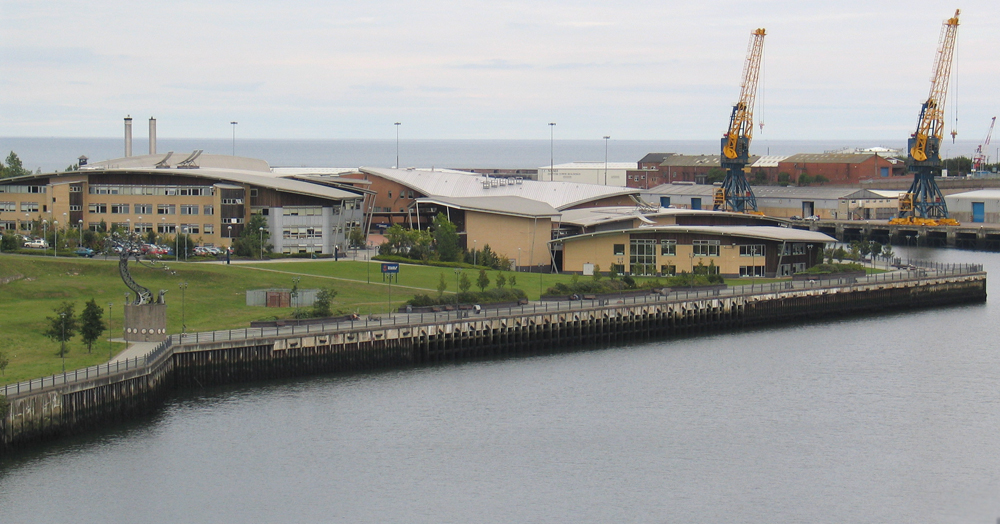
St Peter's Campus der University of Sunderland auf dem ehemaligen Northbank Werftgelände

Ab 1988 gab es, nach langen Verhandlungen mit der Europäischen Kommission über die Reduzierung von Werftkapazitäten, keine weiteren Beihilfen der britischen Regierung. Der Schiffbau wurde endgültig eingestellt und etwa 6000 Beschäftigte verloren ihre Arbeitsplätze. Es standen in diesem Zusammenhang Beschuldigungen im Raum, dass die Schließung der Werften in Sunderland eine Vorbedingung für das Weiterbestehen der Govan-Werft in Glasgow gewesen sei.
Obwohl Sunderland in der Folgezeit eine Summe von umgerechnet 45 Millionen £ an Zuschüssen der Europäischen Wirtschaftsgemeinschaft für Restrukturierungsmaßnahmen und die Umschulung von Arbeitskräften erhielt, konnte auch ein Scheitern des letzten A&P-Überbleibsels, dem Maschinenbauunternehmen Pallion Engineering, nicht verhindert werden. Neben Neuansiedlungen von Handels- und Gewerbeunternehmen befindet sich heute auch das St Peter’s Campus der University of Sunderland auf einem der ehemaligen Werftgelände.
Das verbliebene Unternehmen erwarb 1989 Appledore Shipbuilders und wurde daraufhin in A & P Appledore International umbenannt. A & P konzentrierte sich in der Folge auf Schiffsreparaturen und Umbauten. Das Unternehmen wurde 1995 erneut in A&P Group umbenannt und 1997 schließlich von der Royal Bank of Scotland erworben.
Im Jahr 2001 kaufte A&P den traditionsreichen Schiffbauer Cammell Laird, der Werften in Birkenhead, Teesside und Tyneside betreibt. Der Werftbetrieb in Birkenhead wurde 2005 jedoch an Northwestern Shiprepairers & Shipbuilders abgegeben.
Das Unternehmen hat über 1000 Beschäftigte und einen Jahresertrag von etwa 50 Millionen Pfund.

## Heutige Werftstandorte

### A&P Tyne

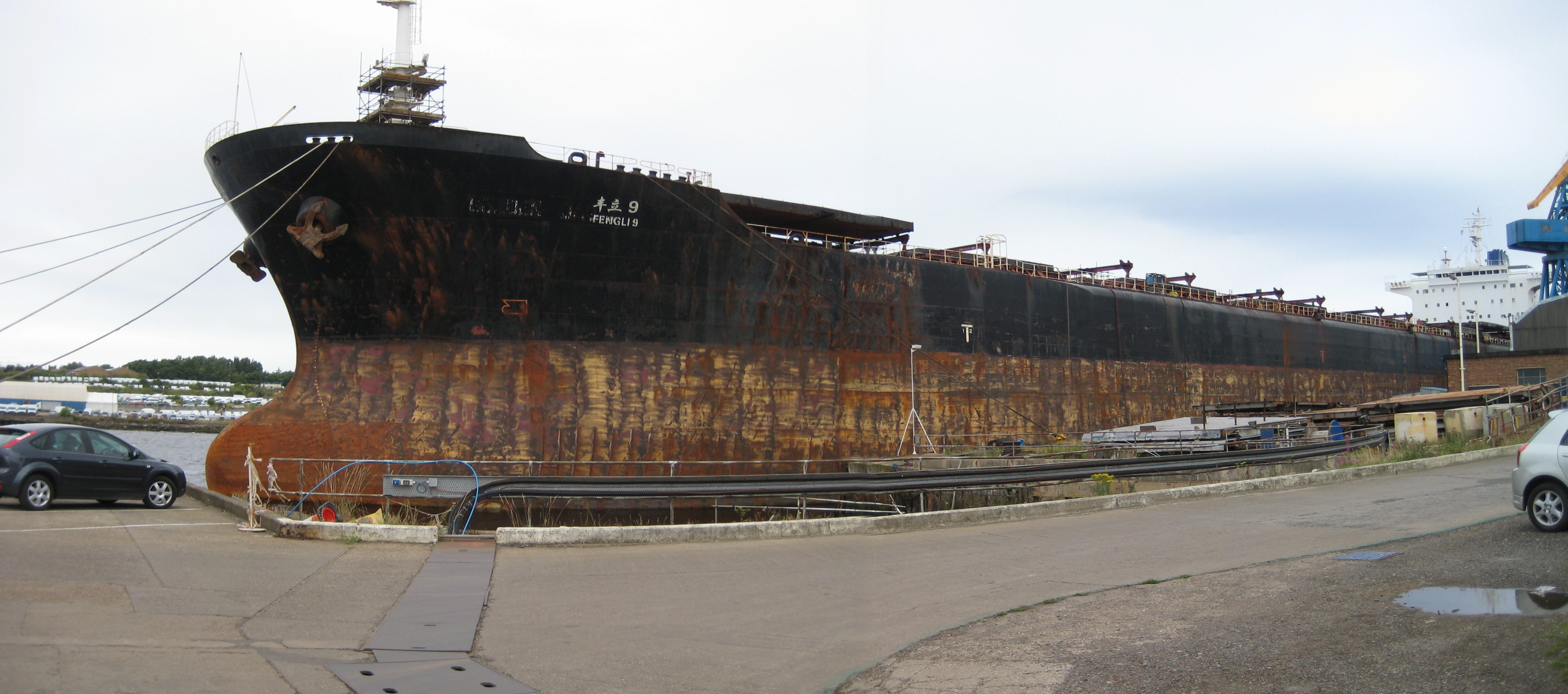
Ein Bulkcarrier zur Reparatur bei A&P Tyne

A&P Tyne in Hebburn, Tyne and Wear, Großbritannien liegt am Fluss Tyne. Das Unternehmen, welches auch Teile der ehemaligen Werften Hawthorn, Leslie & Company und Palmers Shipbuilding and Iron Company umfasst, verfügt über zwei Trockendocks, von denen aber zurzeit nur eines genutzt wird, zwei Piers, Bede Quay und West Quay genannt, und eine große Stahlbauhalle. Der Standort verfügt über acht Kräne mit bis zu 100 Tonnen Hebekapazität, Stahl-, Rohr- sowie Maschinenwerkstätten. Das A&P Tyne Trockendock ist mit 259 Metern Länge, 45,7 Metern Breite und einer Tiefe von 5,6 Metern unter Seekartennull, das größte der britischen Ostküste.

### A&P Tees
A&P Tees in Middlesbrough, Großbritannien liegt am Fluss Tees. Die Werft umfasst zwei Trockendocks mit 175 und 120 Metern Länge, sechs Kräne mit bis zu 45 Tonnen Hebekapazität, sowie verschiedene Werkstätten.

### A&P Falmouth

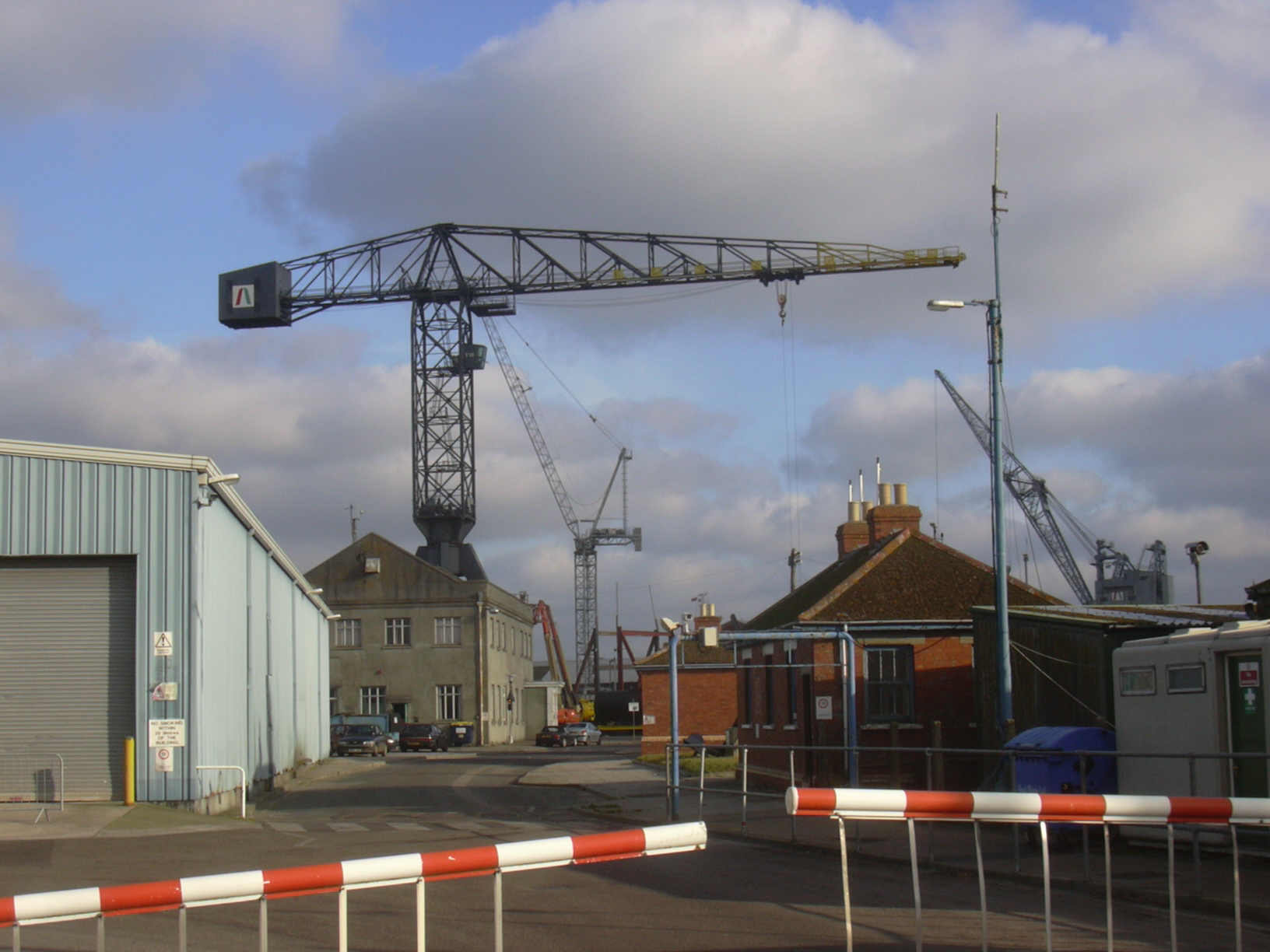
Werfteingang von A&P Falmouth

A&P Falmouth in Falmouth (Cornwall), Großbritannien ging aus der Falmouth Shiprepairers Ltd. hervor und ist die größte Schiffsreparaturwerft des Vereinigten Königreichs, und liegt am drittgrößten natürlichen Tiefwasserhafen der Welt, an der Mündung des Flusses Fal. A&P Falmouth hat drei große Trockendocks, mit denen Schiffe bis zu einer Größe von 100.000 DWT gedockt werden können. Das größte von ihnen, das sogenannte Queen Elizabeth Dock, ist 252,8 Meter lang, 39,6 Meter breit und liegt 5,6 Meter unter Seekartennull. Dock Nummer 3 ist 221 Meter lang, 28 Meter breit und liegt 3,2 Meter unter Seekartennull. Dock Nummer 4 ist 172,5 Meter lang, etwa 26 Meter breit und liegt 2,9 Meter unter Seekartennull. Die vier Liegeplätze der Werft heißen County Wharf, Duchy Wharf, Queens Wharf und South of Queens Wharf. Der Standort verfügt über sechs Kräne mit bis zu 60 Tonnen Hebekapazität, Stahl-, Rohr-, Elektro- sowie Maschinenwerkstätten.